# Штетце
Штетце (нім. Stoetze) — громада в Німеччині, розташована в землі Нижня Саксонія. Входить до складу району Ільцен. Складова частина об'єднання громад Роше.
Площа — 39,05 км2. Населення становить 569 ос. (станом на 31 грудня 2021).